# Liste des résolutions du Conseil de sécurité des Nations unies sur le Tadjikistan
Pour un article plus général, voir Liste des résolutions du Conseil de sécurité des Nations unies par pays.
Cet article dresse une liste des résolutions du Conseil de sécurité des Nations unies concernant le Tadjikistan.

## Tadjikistan
Le Tadjikistan (en tadjik : Тоҷикистон / Tojikiston), en forme longue la république du Tadjikistan ou la république de Tadjikistan (en tadjik : Ҷумҳурии Тоҷикистон / Jumhurii Tojikiston)
- Résolution 738 : nouveau membre : Tadjikistan (adoptée le 29 janvier 1992).
- Résolution 968 : situation au Tadjikistan (création MONUT).
- Résolution 999 : la situation au Tadjikistan et le long de la frontière tadjiko-afghane (prorogation de la MONUT jusqu’au 15 décembre 1995 ; nouveaux pourparlers).
- Résolution 1030 : la situation au Tadjikistan et le long de la frontière tadjiko-afghane (prorogation de la MONUT jusqu’au 15 juin 1996), à condition que les accords de Téhéran restent en vigueur.
- Résolution 1061 : la situation au Tadjikistan et le long de la frontière entre le Tadjikistan et l’Afghanistan
- Résolution 1089 : la situation au Tadjikistan et le long de la frontière Tadjiko-afghane.
- Résolution 1099 : situation au Tadjikistan et le long de la frontière Tadjiko-afghane.
- Résolution 1113 : situation au Tadjikistan et le long de la frontière tadjiko-afghane
- Résolution 1128 : situation au Tadjikistan et le long de la frontière tadjiko-afghane
- Résolution 1138 : situation au Tadjikistan et le long de la frontière tadjiko-afghane
- Résolution 1167 : la situation au Tadjikistan.
- Résolution 1206 : la situation en Tadjikistan.
- Résolution 1240 : la situation au Tadjikistan et le long de la frontière tadjiko-afghane
- Résolution 1274 : la situation en Tadjikistan.